# Bowie at the Beeb
Bowie at the Beeb es un álbum recopilatorio del músico y compositor británico David Bowie, lanzado en 2000. La primera edición es un triple álbum, siendo el tercer disco un CD extra con una grabación del 27 de junio de 2000 en el BBC Radio Theatre. Las ediciones posteriores sólo contienen los primeros dos CD.

## Lista de canciones
- Todas las canciones compuestas por David Bowie excepto donde se indique lo contrario.

### Disco 1
1. "In the Heat of the Morning" – 3:02
2. "London Bye Ta Ta" – 2:36
3. "Karma Man" – 3:00
4. "Silly Boy Blue" – 6:08
5. "Let Me Sleep Beside You" – 3:17
6. "Janine" – 3:24
7. "Amsterdam" (Jacques Brel) – 3:18
8. "God Knows I'm Good" – 3:36
9. "The Width of a Circle" – 5:21
10. "Unwashed and Somewhat Slightly Dazed" – 5:07
11. "Cygnet Committee" – 9:07
12. "Memory of a Free Festival" – 3:18
13. "Wild Eyed Boy from Freecloud" – 5:55
14. "Bombers" – 3:19
15. "Looking for a Friend" – 3:34
16. "Almost Grown" (Chuck Berry) – 2:44
17. "Kooks" – 3:32
18. "It Ain't Easy" (Ron Davies) – 2:51

### Disco 2
1. "The Supermen" – 2:51
2. "Eight Line Poem" – 2:56
3. "Hang On to Yourself" – 2:50
4. "Ziggy Stardust" – 3:26
5. "Queen Bitch" – 2:59
6. "I'm Waiting for the Man" (Lou Reed) – 5:24
7. "Five Years" – 4:24
8. "White Light/White Heat" (Reed) – 3:48
9. "Moonage Daydream" – 4:58
10. "Hang On to Yourself" – 2:50
11. "Suffragette City" – 3:28
12. "Ziggy Stardust" – 3:24
13. "Starman" – 4:05
14. "Space Oddity" – 4:16
15. "Changes" – 3:29
16. "Oh! You Pretty Things" – 2:57
17. "Andy Warhol" – 3:14
18. "Lady Stardust" – 3:21
19. "Rock 'n' Roll Suicide" – 3:08

### Disco 3
- Disco adicional con el lanzamiento en edición limitada de 2000.

1. "Wild Is the Wind" (Ned Washington, Dimitri Tiomkin) – 6:23
2. "Ashes to Ashes" – 5:04
3. "Seven" (Bowie, Reeves Gabrels) – 4:13
4. "This Is Not America" (Bowie, Pat Metheny, Lyle Mays) – 3:44
5. "Absolute Beginners" – 6:32
6. "Always Crashing in the Same Car" – 4:07
7. "Survive" (Bowie, Gabrels) – 4:55
8. "Little Wonder" (Bowie, Gabrels, Mark Plati) – 3:49
9. "The Man Who Sold the World" – 3:58
10. "Fame" (Bowie, Carlos Alomar, John Lennon) – 4:12
11. "Stay" – 5:45
12. "Hallo Spaceboy" (Bowie, Brian Eno) – 5:22
13. "Cracked Actor" – 4:10
14. "I'm Afraid of Americans" – 5:30
15. "Let's Dance" – 6:20

## Personal
- David Bowie – voz, guitarra, teclados
- The Tony Visconti Orchestra:
  - Herbie Flowers – bajo
  - Barry Morgan – batería
  - John Mclaughlin – guitarra
  - Alan Hawkshaw – teclados
  - Tony Visconti – coros
  - Steve "Peregrin Took" – coros
- Junior's Eyes:
  - Mick Wayne – guitarra
  - Tim Renwick – guitarra rítmica
  - John "Hook" Lodge – bajo
  - John Cambridge – batería
- The Tony Visconti Trio aka The Hype:
  - Tony Visconti – bajo
  - Mick Ronson – guitarra
  - John Cambridge – batería
- David Bowie and friends:
  - David Bowie – voz, guitarra, teclados
  - Mick Ronson – guitarra, voz
  - Trevor Bolder – bajo
  - Mick Woodmansey – batería
  - Mark Carr-Pritchard – guitarra
  - George Underwood – voz
  - Dana Gillespie – voz
  - Geoffrey Alexander – voz

- David Bowie and The Spiders from Mars (disco 2, pistas 3-19):
  - David Bowie – voz, guitarra
  - Mick Ronson – guitarra, voz
  - Trevor Bolder – bajo
  - Woody Woodmansey – batería

### Personal adicional
- Nicky Graham - piano en disco 2, pistas 8-19

## Listas
Álbum
| Año  | Lista           | Posición |
| ---- | --------------- | -------- |
| 2000 | Billboard 200   | 181      |
| 2000 | UK Album Charts | 7        |